# Of Chaos and Eternal Night
Of Chaos and Eternal Night — міні-альбом шведської групи Dark Tranquillity, виданий у 1995 році лейблом Spinefarm. Він містить перезаписану версію пісні «Alone» з альбому Skydancer, у якій в ролі вокаліста замість Андерса Фрідена представлений Мікаель Станне. Запис матеріалу відбувався на Studio Fredman протягом жовтня та листопада 1994 року. Інжиніринг перших трьох пісень здійснювався зусиллями Фредріка Нурдстрема, над «Alone» працював Драган Танаскович.
У 1999 році матеріал цього EP було перевидано разом з треками все з того ж альбому Skydancer. Ця компіляція отримала назву Skydancer/Of Chaos and Eternal Night.

## Список пісень
| #  | Назва                             | Автор слів     | Автор музики            | Тривалість |
| -- | --------------------------------- | -------------- | ----------------------- | ---------- |
| 1. | «Of Chaos and Eternal Night»      | Станне         | Сундін, Юганссон, Їварп | 5:12       |
| 2. | «With the Flaming Shades of Fall» | Станне, Сундін | Сундін, Юганссон        | 3:38       |
| 3. | «Away, Delight, Away»             | Станне         | Генрікссон, Юганссон    | 5:22       |
| 4. | «Alone»                           | Сундін         | Генрікссон, Сундін      | 5:43       |

## Список учасників
- Мікаель Станне − вокал
- Ніклас Сундін − гітара
- Фредрік Юганссон − гітара
- Мартін Генрікссон − бас-гітара
- Андерс Їварп − ударні

### Запрошені музиканти
- Фредрік Нурдстрем — клавішні